# I. F. Stone
Isidor Feinstein Stone, mais conhecido como Izzy Stone (Haddonfield, Nova Jersey, 24 de dezembro de 1907 – Boston, Massachusetts, 17 de julho de 1989) foi um jornalista norte-americano. Filho de Bernard Feinstein e Katherine Novack, imigrantes russos de origem israelita que se instalaram como comerciantes na cidade onde ele nasceu, Stone estudou filosofia na Universidade da Pensilvânia, enquanto escrevia para o Philadelphia Inquirer, mas abandonou o curso para se dedicar integralmente ao jornalismo. Escreveu durante 30 anos para diversos jornais, tais como PM, Dily Compass, New York Star, Inquirer (já extintos), foi editor associado do semanário The Nation (1938) e colaborador no New York Post (1933-1939). Durante 19 anos (1953–1971) editou e publicou o I.F. Stone's Weekly, um jornal alternativo que chegou a ser um dos mais mais bem informados do mundo. Stone publicou ao todo 12 livros e é até hoje considerado um dos maiores jornalistas do século XX.

## Ideias
Stone foi um defensor intransigente dos direitos civis e da paz, obcecado pela verdade, principalmente pela liberdade de pensamento. Fez grandes furos de reportagens e realizou denúncias corajosas; ainda jovem, foi um radical opositor de Adolf Hitler, escreveu duros artigos contra a política externa de  Franklin Roosevelt, opôs-se ao macartismo e à Guerra do Vietnã. Tornou-se notório pelas suas posições liberais, análises profundas e audaciosas dos assuntos abordados e pela defesa de ideais humanitários e universalistas.

## OI.F. Stone's Weekly
O IFW, como era conhecido, começou em janeiro de 1953, em plena guerra fria e de macartismo, e terminou em dezembro de 1971, sob o governo de Richard Nixon. Stone tinha 45 anos de idade e 26 de jornalismo quando decidiu fazer seu próprio caminho, depois de transitar por publicações que iam do centro à esquerda. Já era um profissional respeitado: 5.300 pessoas, dentre as quais o físico Albert Einstein, o filósofo Bertrand Russell e Eleanor Roosevelt (viúva do presidente Franklin Delano Roosevelt, morto oito anos antes), se dispuseram a pagar antecipadamente cinco dólares por uma assinatura anual  (com 48 edições). 
Durante quase 19 anos este jornal de apenas quatro páginas registrou a outra história dos Estados Unidos e do mundo. Não só era a história não-oficial, como seu conteúdo não aparecia em nenhuma outra publicação, mesmo as de esquerda, mais identificadas com as posições de Stone. O que distinguia o seu jornal dos demais era sua capacidade de encontrar todos os fatos elucidativos das questões abordadas, enquanto os outros se restringiam a apenas alguns desses dados, substituindo-os ou suprindo-os com conceitos de valor, ideias, opiniões.
O IFW chegou a ter até 75 mil assinantes espalhados pelos EUA e os cinco continentes e fazia parte dos clippings que eram lidos pelos presidentes da República. O I.F. Stone's Weekly fechou em 1971, porque o esgotado Stone com quase 70 anos estava sem energia, após ter sofrido um enfarto, com problemas de visão e de audição e preferindo se dedicar mais a ler do que a escrever. Contudo deixou um enorme legado: o maior jornal alternativo do mundo (servindo de modelo para diversas publicações independentes) e preciosas páginas de jornalismo investigativo contendo brilhantes análises.

## Obra
- The Court Disposes (1937)
- Business as Unusual (1941)
- Underground to Palestine (1946)
- This is Israel (1948)
- Hidden History of the Korean War (1952)
- The Hunted Fifties (1964)
- In a Time of Torment, 1961-1967 (1967)
- Polemics and Prophecies 1967-1970 (1970)
- The Killings at Kent State (1971)
- The I. F. Stone's Weekly Reader (1973)
- The Trial of Socrates (1987)
- The War Years, 1939-1945 (1988)
- The Truman Era, 1945-1952 (1988)